# Rudolf Herter
Rudolf Herter, nemški general in vojaški veterinar, * 23. december 1897, † 4. november 1973.